# Morti nel 1259
| Questa pagina contiene informazioni ricavate automaticamente dalle voci biografiche con l'ausilio del template Bio e di un bot. L'aggiornamento è periodico e automatico e ricostruisce completamente la pagina. Se manca una persona in questa lista, sei pregato di non aggiungerla, ma accertati piuttosto che la sua voce biografica contenga il template Bio e che i dati anagrafici siano correttamente compilati. Se il template Bio manca, inseriscilo tu stesso o, in alternativa, metti l'avviso {{tmp\|Bio}} che ne segnala la mancanza. Se i dati riportati sono sbagliati, correggi direttamente la voce biografica; le modifiche saranno visibili in questa lista entro pochi giorni. Per chiarimenti vedi il progetto biografie. La lista contiene solo le 20 persone che sono citate nell'enciclopedia e per le quali è stato implementato correttamente il template Bio. Pagina aggiornata al 10 ago 2025. |

- 14 gennaio - Matilde II di Boulogne, contessa
- 7 febbraio - Tommaso II di Savoia, conte (n. 1199)
- 14 marzo - Filippo Longo di Atri, religioso italiano
- 22 aprile - Adolfo IV di Berg, nobile
- 29 maggio - Cristoforo I di Danimarca, re (n. 1219)
- 11 agosto - Munke, condottiero mongolo (n. 1209)
- 29 agosto - Bronislava di Kamień, religiosa polacca
- 3 settembre - Dietrich von Grüningen
- 26 settembre - Ezzelino III da Romano, condottiero e politico italiano (n. 1194)
- 18 novembre - Adamo di Marsh, teologo inglese
- Omberto Aldobrandeschi, nobile italiano
- Beatrice di Savoia, principessa italiana (n. 1223)
- Pietro Capocci, cardinale italiano
- Gojong di Goryeo, re coreano (n. 1192)
- Bertoldo I di Neuchâtel, nobile svizzero
- Óláfr Þórðarson, storico e poeta islandese
- Matteo Paris, inglese (n. 1200)
- Rolando da Cremona, teologo italiano
- Bosone IV di Challant, nobile italiano
- Adelasia di Torres (n. 1207)